# 内丸教会
内丸教会（うちまるきょうかい）は、岩手県盛岡市にあるバプテスト系の日本基督教団の教会である。

## 歴史
盛岡の正教会の信徒であった工藤徳太郎が1879年（明治12年）に横浜に旅行して、浸礼派（バプテスト派）の集会に出席して共鳴し、転会した。工藤は、数名の同志と横浜第一浸礼教会（現・日本バプテスト横浜教会）にバプテスマの執行と教会設立を懇願する。
その要請に応えて、トーマス・ポートと鈴木任が盛岡に赴任する。1880年（明治13年）に6名の信徒で盛岡浸礼教会を設立した。以降、ポートは毎年春秋に2回盛岡へ出張して、盛岡市内の上田、加賀野で巡回伝道した。
ポートは盛岡中学校の教師として働き、家屋と土地を購入し、宣教師館兼教会とする。その家屋を拠点に伝道をする。鈴木任、清野供之進、池田清道、大坂徳治、市川微らの5名がポートの伝道に協力する。
1890年（明治23年）に新会堂を建設する。1991年（明治24年）9月、ポートが横浜に帰るが、中島力三郎が主任牧師になり、活動する。
1933年（昭和8年）、牧師今井鶴松の時自給自立を達成する。1941年（昭和16年）、日本基督教団に加入し、内丸教会と改名する。1955年（昭和30年）に現会堂が建設された。

## 歴代牧師
- 中島力三郎
- 伊達謙
- 小野村功
- 岩永英作
- 武田亀吉
- 尾崎源六
- 今井鶴松
- 若松守二

## 宣教師
- W・S・ハンブレン (Samuel S Hamblen)
- A・A・ベンネット
- W・アスキリング
- H・タッピング